# Petrus Dathenus

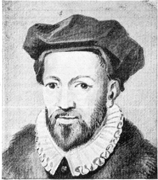
A. Schouman: Porträtausschnitt von Petrus Dathenus, 1755 (nach einem Original des 16. Jh.)

Petrus Dathenus auch Pieter Daten (* um 1531/32 in Cassel; † 17. März 1588 in Elbing) war ein flämischer Theologe und Reformator.

## Leben und Wirken
Dathenus, zunächst Karmelit, schloss sich der Reformation an, floh wegen der einsetzenden Verfolgung aus Flandern und ging 1550 nach England. Als die römisch-katholische Kirche dort unter Maria I. wieder erstarkte, wandte sich Dathenus nach Deutschland, wo ihn Johannes a Lasco 1555 zum Pfarrer der flämischen Flüchtlingsgemeinde in Frankfurt am Main berief.
Heftige Streitigkeiten mit den lutherischen Predigern wie Hartmann Beyer unter der Ägide Joachim Westphals führten 1561 auf Beschluss des Magistrats zum Verbot des reformierten Gottesdienstes. Friedrich der Fromme bot schließlich Dathenus und seiner 58 Familien umfassenden Gemeinde von „Calvinisten“ im Kloster Frankenthal eine Niederlassung an. 
1566 kehrte er in die Heimat zurück, wo er sich als Feldprediger am niederländischen Freiheitskampf beteiligte. Als er 1566 den Vorsitz der Synode in Antwerpen übernahm, wurde die von ihm revidierte und von Guy de Brès für Philipp II. von Spanien verfasste Confessio Belgica als Glaubensbekenntnis angenommen.
Aufgrund des Druckes der Inquisition kehrte er 1567 zurück in die Pfalz und hielt sich mit Johann Kasimir von der Pfalz in Frankreich auf. 1568 war er Moderator des Weseler Konvents, wurde 1570 Hofprediger des Kurfürsten Friedrich und trat 1571 auf dem Frankenthaler Religionsgespräch als Vorsitzender den Täufern entgegen. Gemeinsam mit Jean Taffin organisierte er 1571 mit der Synode von Emden die erste nationale Synode der niederländischen Calvinisten.
1578 wurde Dathenus nach Gent berufen und führte den Vorsitz der Zweiten Nationalsynode von Dordrecht. Dabei kritisierte er die Handlungsweise Wilhelms von Oranien und ging wiederum in die Pfalz. 1585 in sein Heimatland zurückgekehrt, verbüßte er eine achtwöchige Haftstrafe. Über Husum ging er nach Stade, Danzig und Elbing, wo er bis zu seinem Lebensende als Arzt arbeitete.

## Die Psalmen Davids

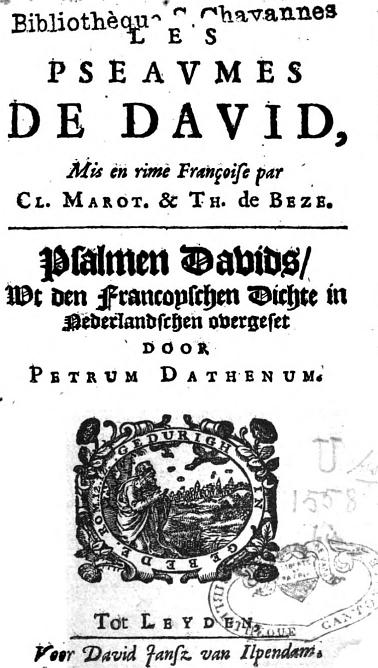
Titelblatt Psalmen Davids: m[i]t den francoyschen Dichte in nederlandschen overgeset /von Petrum Dathenum, 1635

Dathenus war bestrebt, die Reformierten aus Frankreich, den Niederlanden und der Pfalz zu vereinigen. Er übersetzte 1563 den Heidelberger Katechismus (an dessen Ausarbeitung er nach den neueren Forschungen von Tobias Schreiber selbst Anteil hatte) ins Niederländische und veröffentlichte 1566 eine niederländische Liturgie für seine Pfälzer Gemeinde zusammen mit einer niederländischen Bearbeitung des Hugenottenpsalters des Clément Marot. Dieses Psalmbuch bildete das Gesangbuch der niederländischen reformierten Kirchen, bis es 1773 durch eine neue Nachdichtung der Psalmen abgelöst wurde. Bei der Einführung des neuen Psalmbuches gab es erhebliche Widerstände in der Bevölkerung. Inzwischen gibt es weitere neue Versionen der Psalmen, trotzdem werden die Psalmen von Datheen weiterhin nachgedruckt und in etwa dreißig Gemeinden in Zeeland benutzt. Gegenwärtig ziehen Datheen-Singabende in den Niederlanden viele Menschen an. Chöre, Schulen und Vereine sind nach Datheen benannt.

## Werke (Auswahl)
- De CL Psalmen des Propheten Davids. Van der Peyl. Kruiningen 1977
- De CL Psalmen des Propheten Davids. Gereformeerde Bijbelstichting 2012
- De Psalmen Davids. (1566) Reprint Houten 1992